# Miroslav Matušovič
Miroslav Matušovič est un footballeur tchèque né le 2 novembre 1980 à Ostrava.

## Carrière
- 1996-2005 : Baník Ostrava  République tchèque
- 2005-2009 : Sparta Prague  République tchèque
- 2009- : Apollon Limassol  Chypre